# 60街隧道
60街隧道（英語：60th Street Tunnel）是下穿美国纽约东河、连接曼哈顿和皇后区的一条纽约地铁铁路隧道。N线、R线、W线列车通过该隧道中的BMT百老汇线。隧道西侧是萊辛頓大道／59街車站，东侧则是皇后區廣場車站（N、W线）和皇后廣場車站（R线）。